# Correos (España)
Correos es el nombre comercial de la Sociedad Estatal Correos y Telégrafos, S. A., S. M. E., una empresa pública española que opera en el mercado de las comunicaciones físicas y digitales y en el mercado de la paquetería. Pertenece al holding público Sociedad Estatal de Participaciones Industriales. 
Correos, también denominado Grupo Correos desde 2011, es el operador encomendado por el Estado para prestar el Servicio Postal Universal en España. Es la mayor empresa pública existente en este país, después de que en la década de los años 1980 y 1990 fuesen privatizadas el resto de grandes empresas públicas, tales como Iberia, Endesa, Telefónica, Argentaria, etc. Tiene tres empresas filiales: 
- Correos Express.
- Correos Express Portugal.
- Correos Telecom.

## Historia
En la Edad Moderna, bajo el reinado de los Austrias, la administración del servicio se arrienda a particulares y Correos empieza a tener una estructura más homogénea con cierta semejanza a la actual. A partir de 1506, Felipe I de Castilla convierte en beneficiario del monopolio postal a Francisco de Tassis, quien implantó el sistema y la organización que él mismo explotaba en Alemania. Juan Francisco de Goyeneche, marqués de Ugena, fue el último arrendatario del servicio postal, así como el último Correo Mayor de España.

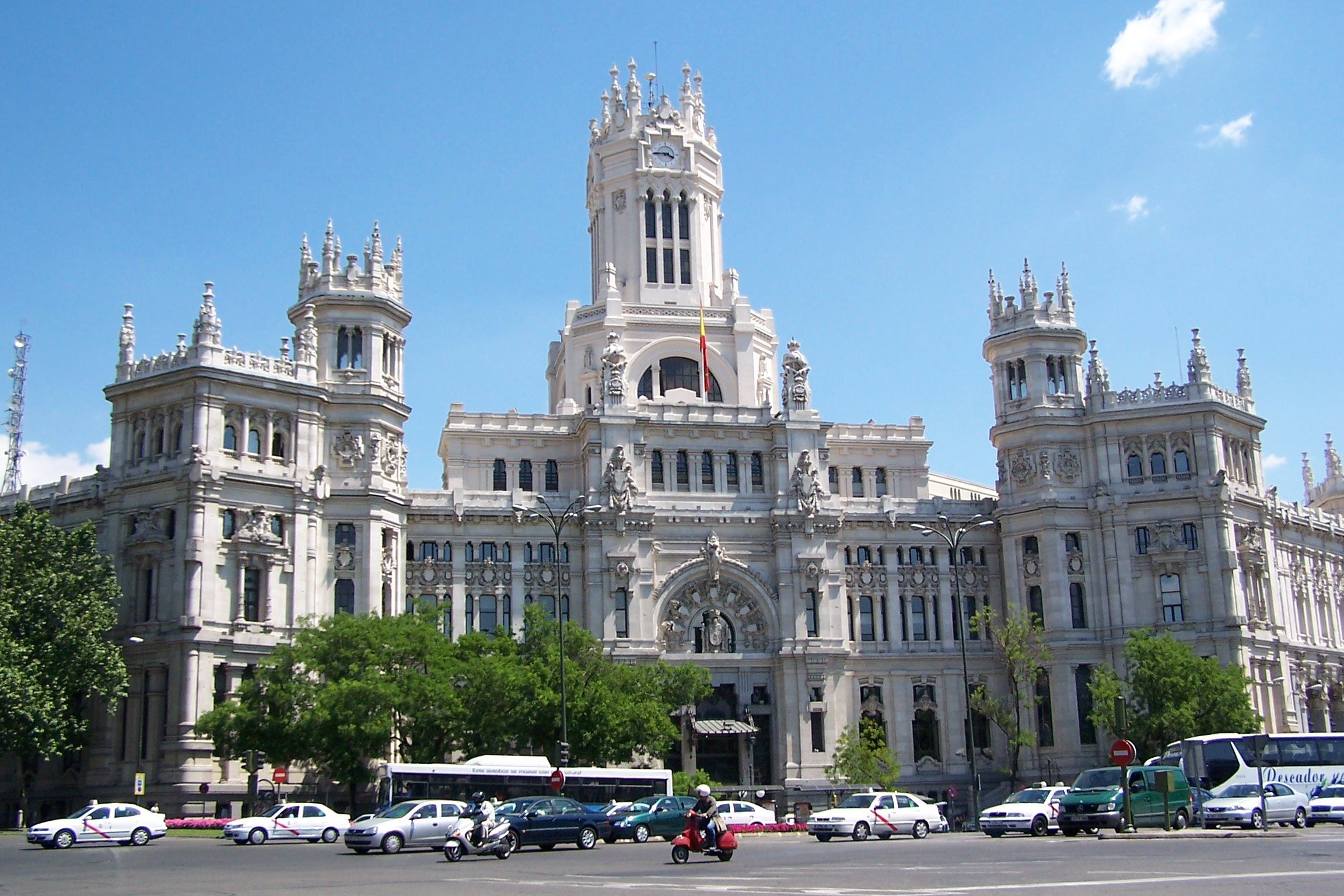
Palacio de Comunicaciones de Madrid, antigua sede de Correos y actualmente ayuntamiento de Madrid (España).

Desde el siglo XVIII, con la llegada de los Borbones al trono, Correos pasa a ser un servicio del Estado de la mano de Felipe V de España que lo extiende a todos los ciudadanos como un servicio público. El 8 de julio de 1716, Felipe V nombraba a Juan Tomás de Goyeneche, hermano de Juan Francisco, Juez Superintendente y Administrador General de las Estafetas de dentro y fuera de estos Reynos. Con este nombramiento el correo español pasaba a ser administrado directamente por el Estado, a la vez que se indemnizaba a los descendientes de la familia Tassis, que hasta ese momento habían ejercido el cargo de Correo Mayor del Reino por concesión real. Un servicio que se desarrolla mediante reglamentos exhaustivos, como el de 1720 o las Ordenanzas de Correos de 1743, y por los hombres encargados de dirigir el Correo en los años sucesivos, como Pedro Rodríguez de Campomanes, quien desde 1755 racionaliza las tarifas, instituye el reparto a domicilio, crea el oficio de cartero, las bocas de buzones en las estafetas, los precedentes de los distritos postales y mejora la red viaria, reformas entre otras que auguran la modernización del servicio postal en España. En 1756 se creó el Cuerpo de Carteros Urbanos.

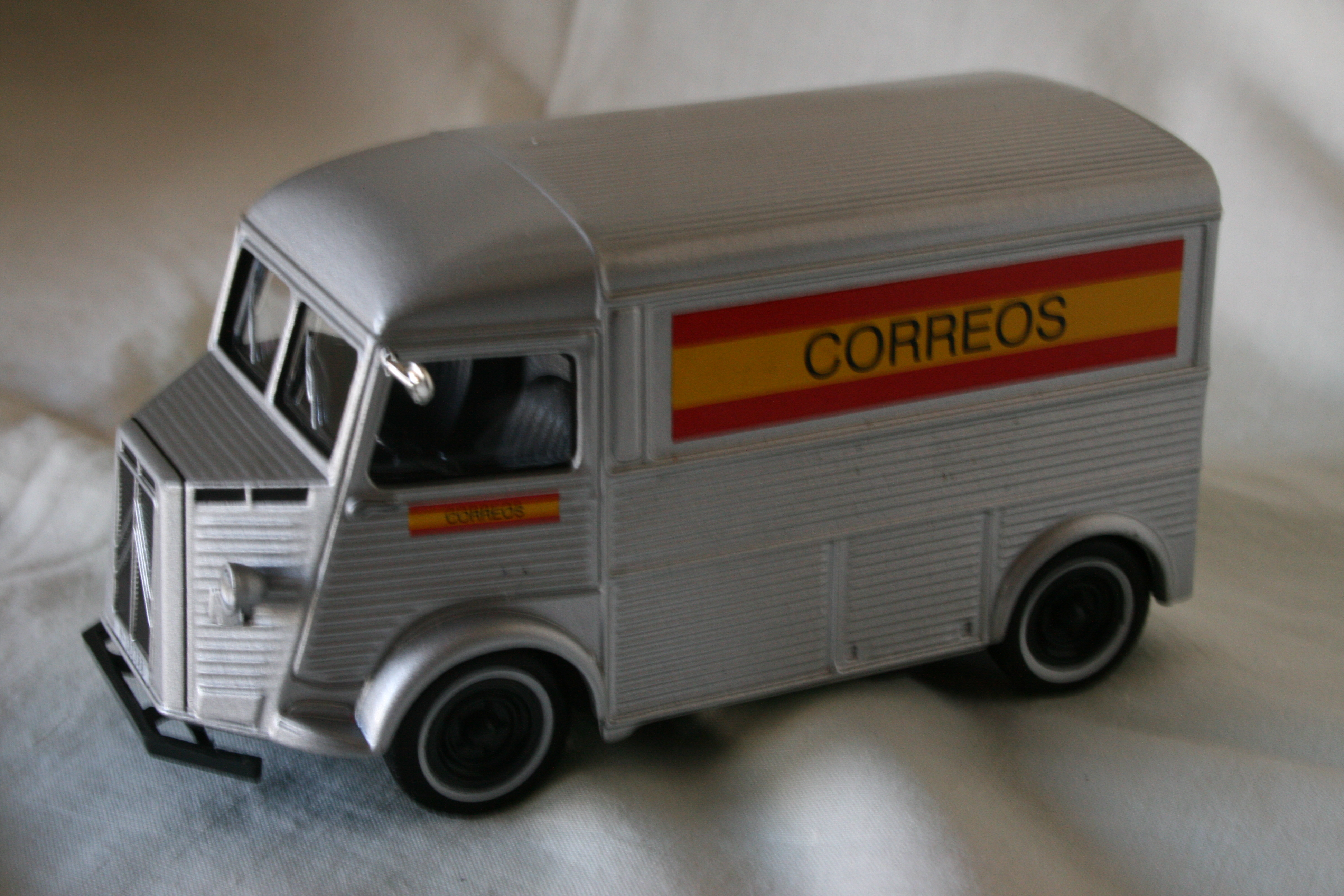
Coche de los años 1950 empleado en la distribución de correos.

Posteriormente, en 1850, aparece en España el primer sello con la imagen de la Reina Isabel II de España, con dos importantes consecuencias. Por un lado, disminuye el coste de los envíos, al pagar el servicio el expedidor en lugar del destinatario; y por otro, el número de envíos aumenta considerablemente. Ese año se contabilizan 18.500.000 envíos. A partir de entonces, la presencia de carteros se amplía en un número cada vez mayor de poblaciones y Correos se va convirtiendo en un elemento indispensable para la cohesión y estructuración de España. En 1855, se estableció la primera conducción de correo ambulante, que fue entre Madrid y Albacete. Con el progresivo avance de la implantación del ferrocarril en nuestro país desde mediados del siglo XIX, Correos fue explotando las ventajas de esta nueva forma de transporte, a la vez que abandonaba sus líneas generales de diligencias, a excepción de Galicia, que no se unió ferroviariamente al resto del país hasta 1883. En 1855, introdujo en España los servicios telegráficos, gracias a la llegada del telégrafo eléctrico a nuestro país, dado que en 1844 habían sido ya trazadas las líneas de telegrafía óptica. En 1882, comenzó la incorporación pionera de mujeres en su plantilla, dedicadas a cubrir servicios de telegrafía. Una de esas mujeres sería la célebre Clara Campoamor, que en 1890 logró una plaza como funcionaria del Cuerpo de Correos y Telégrafos. La empresa también fue la encargada de instaurar, en 1884, el primer servicio telefónico público del país. En 1889 se crea el Cuerpo de Empleados de Correos en España, a través del Real Decreto de 12 de marzo de 1889, como un cuerpo formal donde se entra por oposición y se asciende por turno de antigüedad.

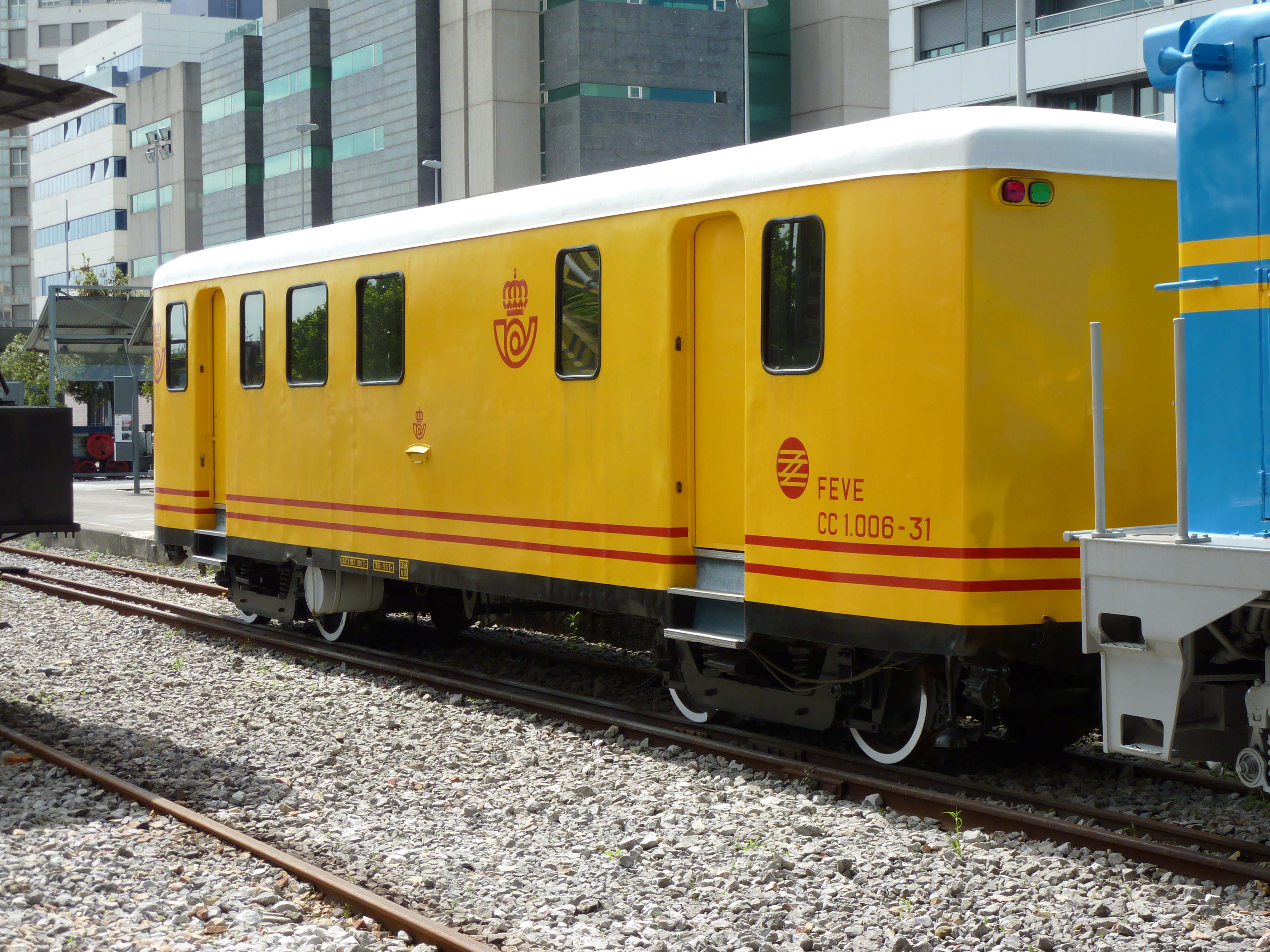
Furgón de Correos de FEVE emplazado en el Museo del Ferrocarril de Gijón.

A lo largo del siglo XX, Correos sufriría muchas transformaciones, muchas de ellas venidas de la mano de los importante cambios tecnológicos que iban aconteciendo. En 1905 nacería el correo urgente y en 1911 el giro postal; los envíos contra reembolso y los paquetes postales llegarían en 1916. en 1919 se creó el Servicio Aeropostal de España. En 1946 se creó el Servicio Filatélico, en 1962 se establecerían los primeros buzones domiciliarios, y en 1981 fueron implantados el Código Postal y servicios como el Postal Exprés. Las primeras mujeres empezarían a acceder a puestos de carteras urbanas en 1979. Fruto de los recientes avances tecnológicos con el desarrollo de la logística, la informática y la llegada de Internet, Correos terminó de informatizar sus oficinas postales en 1990, en 1993 abandonó su sistema de transporte por ferrocarril y en 1998 estrenó su primera página web oficial.
A finales de 1990, se crea el Organismo Autónomo Correos y Telégrafos, que empieza a operar como tal en 1992, abandonando su papel como Dirección General (adscrita con asiduidad al actual Ministerio de Transportes). Cinco años después, en 1997, se transforma en entidad pública empresarial, empezando a prestar sus servicios bajo tal denominación jurídica en 1998. En junio de 2001 estrena una nueva forma de gestión bajo un nuevo régimen jurídico: el de Sociedad Anónima Estatal, que se integraría en la Sociedad Estatal de Participaciones Industriales (adscrita al Ministerio de Hacienda) en 2012, dado que dependía hasta esa fecha de la Dirección General del Patrimonio del Estado.

### Separación y privatización de Caja Postal

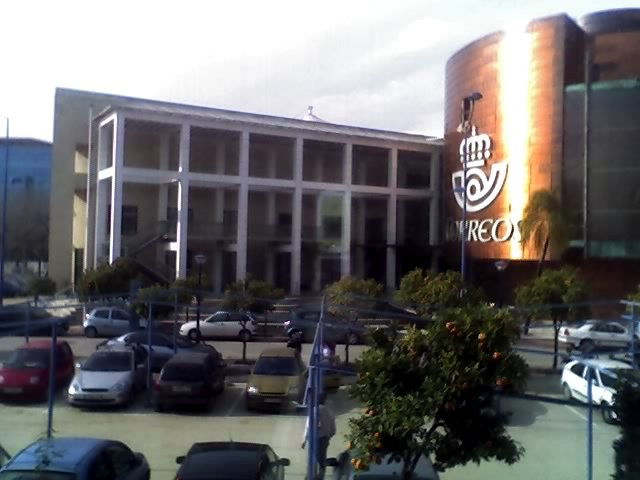
Centro de Formación de Correos (Sevilla, España).

En 1991, el Estado separó la Caja Postal de las actividades exclusivamente postales de Correos y Telégrafos, para incluirla en una corporación compuesta por diversas entidades bancarias públicas que se denominó Argentaria y se privatizó en dos fases (1993 y 1998), aunque un acuerdo de 1992 permitió seguir prestando el servicio de Caja Postal en las oficinas de Correos.
En 1999, tras la fusión de Argentaria y el BBV, el Estado sacó a concurso público la explotación de los servicios financieros de la red postal, con el objetivo de encontrar para dicha actividad un socio bancario a la Sociedad Estatal Correos y Telégrafos. Concurso que ganó el banco alemán Deutsche Bank, pasando Correos a ser agente del banco mediante la marca BanCorreos (que se convertiría en algo similar a una "sucesora" de la Caja Postal) hasta que en enero de 2016 rompieron su alianza.

### Liberalización

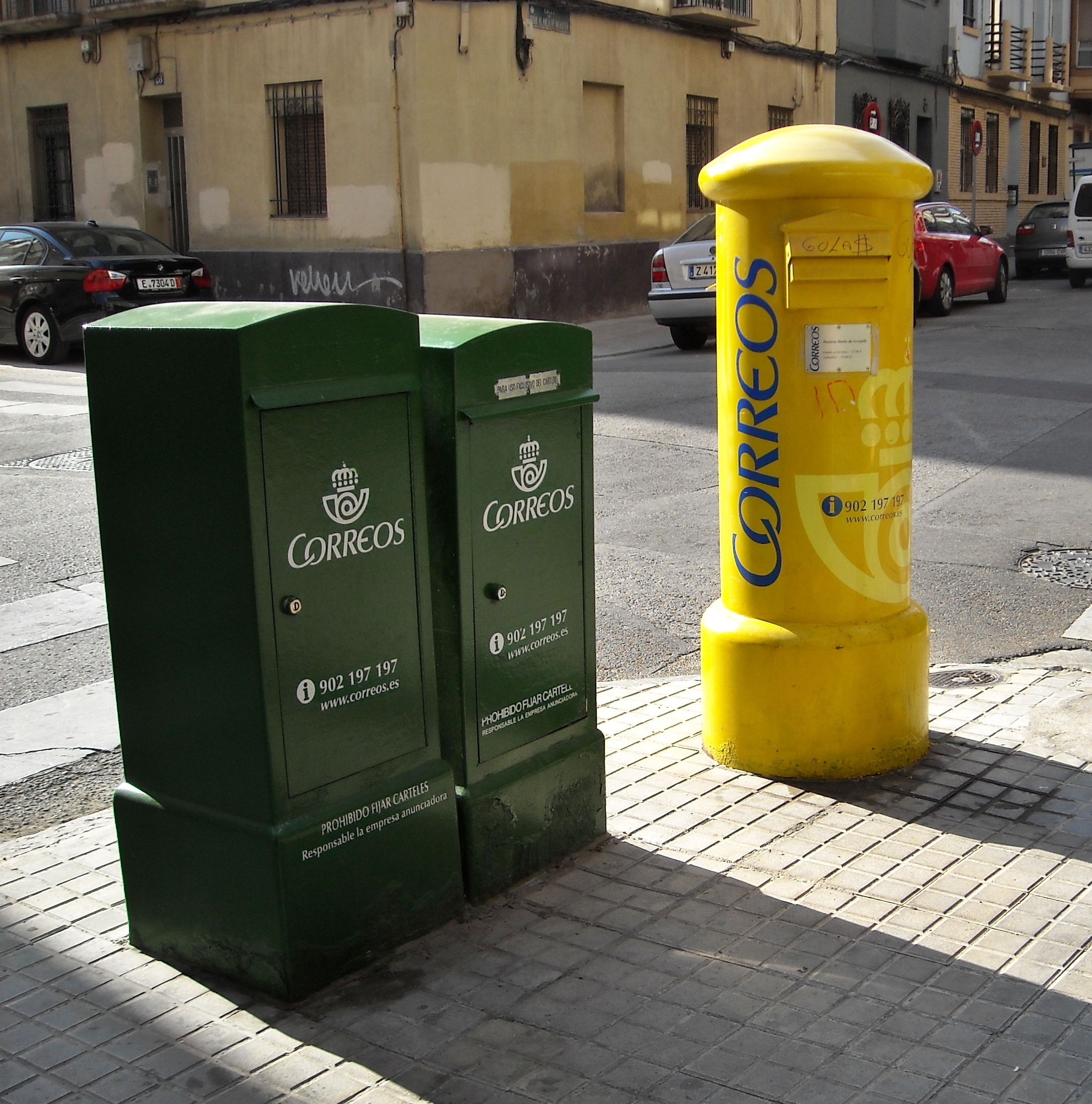
Buzón de Correos junto a dos buzones de alcance utilizados por los empleados de Correos en España.

El 31 de diciembre de 2010 se publica y entra en vigor el 1 de enero de 2011 la Ley del Servicio Postal Universal, de los derechos de los usuarios y del mercado postal para garantizar la prestación de un servicio postal universal, público y de calidad en España y cuyo prestador será Correos durante 15 años, aunque el contrato regulador se revisará cada cinco. De esta manera finaliza la transposición al ordenamiento jurídico español del marco regulador europeo establecido por la Directiva 2008/6/CE, de 20 de febrero de 2008 para la plena realización de un mercado único comunitario, proceso iniciado hace más de 10 años.
La aprobación de la Directiva 2008/6/CE del Parlamento Europeo y del Consejo, de 20 de febrero de 2008, fue un hito en el proceso de reforma postal en la Unión Europea, y un paso para la liberalización total en 2011, al poner las bases definitivas para la plena apertura del sector.
Los operadores responsables de prestar el servicio postal universal de los Estados miembros han emprendido medidas de diversa índole con las que abordar el nuevo contexto. A través de proyectos de fusión, planes de privatización parcial, programas de reestructuración y de reducción de costes o iniciativas de diversificación, trataron de competir con mayor eficiencia, compensar la consolidación de los medios electrónicos sustitutivos del correo tradicional o afrontar una crisis económica global que ha tenido efectos significativos en los flujos postales.
En España, desde la década de 1960, los segmentos más rentables del mercado postal han estado abiertos a las empresas privadas presentes en el sector. Otros operadores nacionales y extranjeros han ido progresivamente ampliando su presencia en los segmentos de correspondencia, marketing directo, paquetería y redes de atención al público, mediante la firma de alianzas con socios domésticos, instalándose directamente o creando sus propias oficinas de cambio extraterritoriales, muy especializadas en la captación de flujos internacionales en países emisores.

### Expansión internacional
A principios del año 2019, el Gobierno autorizó al Grupo Correos a concretar la adquisición del 51 % de las acciones de Rangel Expresso, una importante empresa portuguesa de paquetería. La adquisición se hizo a través de Correos Express, que la transformó en una filial llamada Correos Express Portugal. De esta forma, Correos ofrece una oferta unificada de paquetería urgente para el mercado ibérico, con gran capilaridad de la red y con un canal único de ventas.
Desde 2022 y con objetivo de fortalecer su presencia en el eje Latinoamérica-Europa-Asia se alió con Iberojet la aerolínea del Grupo Ávoris, para la creación de un servicio de transporte aéreo llamado Correos Cargo. Este nuevo servicio operará la ruta Madrid–Hong Kong con aeronaves Airbus A330.

### Multa de la CNMC
La Comisión Nacional de los Mercados y la Competencia le impuso en marzo de 2018 una multa de 19,6 millones de euros a Correos Express por acordar no realizar ofertas comerciales entre sus clientes. En febrero de 2023 la Audiencia Nacional ratificó esta multa junto a otras empresas de paquetería y mensajería como FedEx, United Parcel Service, DHL, TNT, MBE, GLS,  Tourline, ICS y Redyser, las cuales afrontan un importe sancionador de 68 millones de euros por formar un total de nueve cárteles para repartirse los clientes.

### Pérdidas económicas
En julio de 2024, el Gobierno acordó con los sindicatos mayoritarios de la empresa una inyección de entre 3000 y 4000 millones de euros para salvar a la empresa de la difícil situación económica que atravesaba, cercana a la quiebra técnica. Dicha situación, materializada en una deuda económica cercana a los 1400 millones de euros, al estar la empresa en números rojos desde 2015 a excepción del ejercicio económico de 2019, ponía en riesgo la propia existencia de la empresa, y se había producido principalmente por factores como la pandemia, la reducción del correo postal tradicional, el descenso de porcentaje de paquetería trabajada en el mercado o la gestión de la empresa en años anteriores. Dicho acuerdo se ha concretado en un Plan Estratégico 2024-2028 firmado por la empresa, su matriz (SEPI) y los sindicatos mayoritarios, en el que se contemplan aspectos como la mejora de la diversificación , el aumento de los ingresos obtenidos por paquetería, así como también la asignación de nuevas tareas encomendadas a la empresa, como la prestación de mayores servicios en entornos rurales, la puesta en marcha de un Servicio de Interés Económico General, inversiones, internacionalización o la compra de un banco para volver a crear una Caja Postal, idea esta última matizada en septiembre de 2024 por la compañía, que creará en su lugar una entidad de pagos digitales. En noviembre de 2024, la empresa decidió reducir su capital social un tercio, de 611,5 a 400 millones, y así sanear su patrimonio, compensar pérdidas acumuladas y evitar que su patrimonio neto merme hasta ser inferior a la mitad de su capital social, lo que le haría incurrir en causa de disolución.

## Símbolos
El logotipo de Correos consiste en una corona real española sobre una corneta de posta. Fue diseñado por José María Cruz Novillo en los años 70, y simplificado dos veces desde entonces: una en los años 2000 y otra en 2019.

Evolución temporal de la imagen corporativa de Correos.

## Actividad
Correos constituye el núcleo principal de las actividades del grupo Correos mediante el suministro del servicio postal universal a todos los ciudadanos, es a la vez la empresa de referencia en el mercado español, uno de los más liberalizados de la Unión Europea.
El principal canal de relación con los clientes son las más de 2250 oficinas de las que dispone. Correos presta también sus servicios de oficina a través de la Oficina Postal Virtual, en correos.es. De hecho, la Oficina Virtual es el medio por medio del cual se realizan más gestiones diariamente, que superan en muchos casos las realizadas por los ciudadanos y clientes en las oficinas principales.
Muestra de la modernización de procesos y sistema se plasma por ejemplo en los centros de tratamiento automatizados, capaces de gestionar millones de cartas y envíos postales cada día; la implantación de la tecnología de control por radiofrecuencia (RFID) para incrementar la trazabilidad de los envíos; la dotación de terminales informáticos portátiles (PDA) a los carteros; o el Apartado Postal Electrónico, una plataforma virtual desde la que enviar y recibir correos electrónicos con total seguridad y confidencialidad para empresas y Administraciones con sus clientes y entre usuarios privados.

### Estructura
El portafolio del Grupo Correos se completa, además de la operación de la propia empresa matriz Correos, con los servicios de otras 3 compañías:
- Correos Express, que trabaja en el ámbito de la paquetería urgente y que se dedica a la comercialización de un abanico de servicios de paquetería empresarial y valija, con soluciones de entrega en distintas franjas horarias y de transporte a cualquier ciudad española y las principales del mundo. Su objetivo es ampliar y mejorar su oferta desde un enfoque multiespecialista para seguir impulsando nuestro crecimiento y presencia en este mercado.[34]
- Nexea (antes Correo Híbrido), que ofrece servicios integrales a empresas generadoras de comunicaciones masivas mediante productos adaptados a las nuevas tecnologías. Su oferta de servicios va más allá de la impresión y el manipulado de envíos, abarcando la gestión global de las comunicaciones de los clientes, desde el asesoramiento y diseño hasta la entrega de los envíos a los destinatarios.[35] A finales de 2022, desapareció y quedó absorbida por Correos, integrándose en su unidad de negocio postal.[36]
- Correos Telecom gestiona las infraestructuras de telecomunicaciones del Grupo (canalizaciones, posterías y emplazamientos radioeléctricos) y comercializa servicios de telecomunicaciones y de consultoría técnica, estratégica y de negocio al Grupo, a otras Administraciones Públicas y a empresas privadas. Asimismo realiza labores de asesoramiento y apoyo técnico a la Dirección de Tecnología y Sistemas.[37]

### Organización Territorial

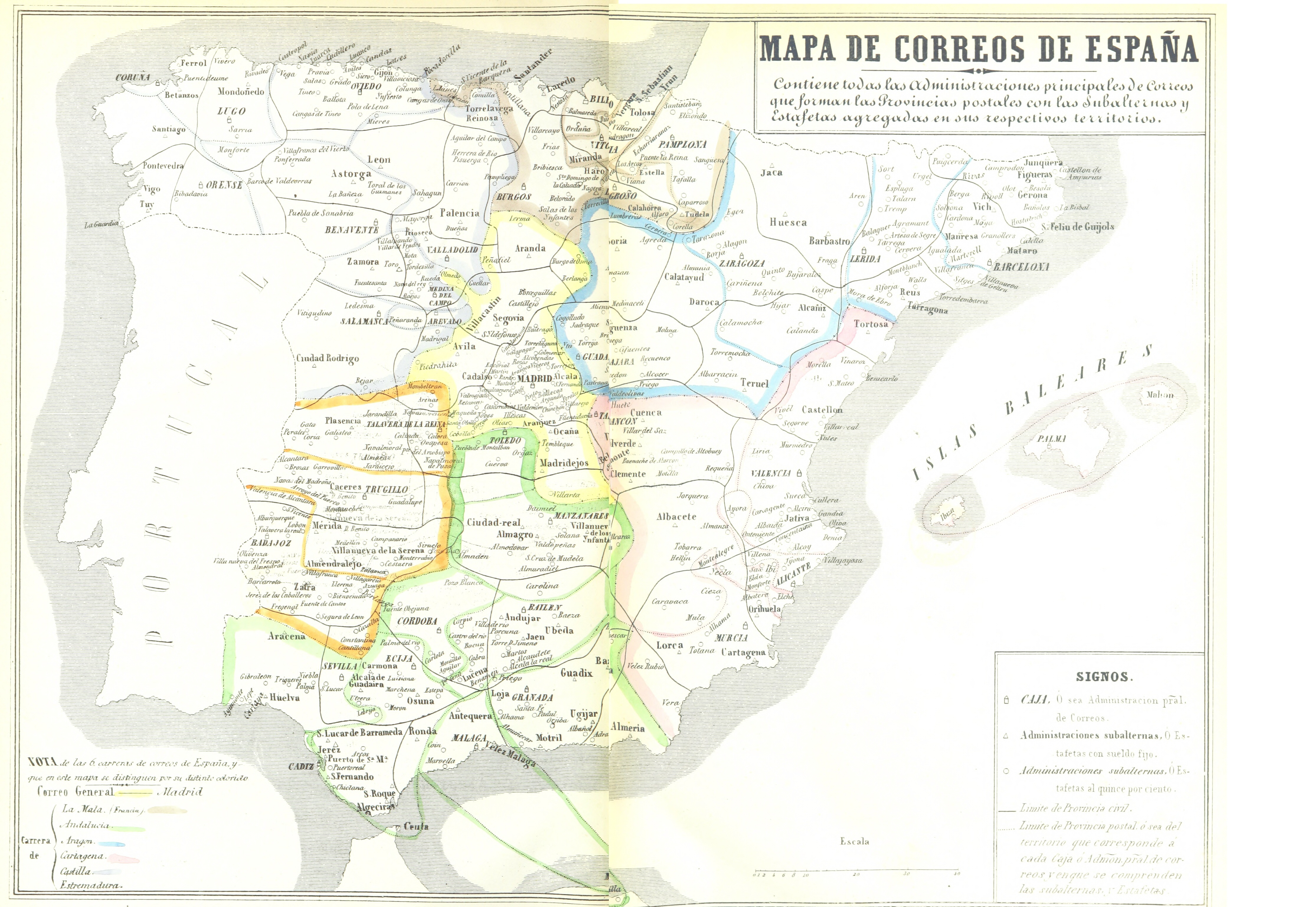
Mapa administrativo de Correos de 1857.

Tradicionalmente, Correos se ha caracterizado por organizar su estructura periférica en el conjunto del territorio nacional de manera provincializada, mediante la existencia en cada provincia de un jefe provincial. Esta forma de organización territorial se mantuvo así hasta la última década del siglo XX. Con la transformación de Correos en organismo autónomo entre 1990 y 1992, fruto del I Plan Estratégico de la empresa, se establece una primera estructura territorial distribuida en 14 zonas (11 peninsulares y 3 insulares), que sería conocida como estructura zonal.
Al frente de cada zona quedaba un director territorial. De este modo, las jefaturas provinciales quedaban bajo la autoridad jerárquica de un jefe regional, que centralizaba la toma de decisiones sobre determinadas cuestiones que tuviese delegadas o fueran de su competencia, y no de las correspondientes jefaturas establecidas en la sede central en Madrid.
Esta estructura zonal se mantuvo vigente también durante sus tres años de vida jurídica como entidad pública empresarial, y prevaleció finalmente hasta 2012, cuando Correos llevaba once años bajo la forma de Sociedad Anónima Estatal. En aquel año, estando la empresa bajo la presidencia de Javier Cuesta, se hace un nuevo diseño de la estructura territorial de Correos, organizándose el territorio en 7 zonas, pero manteniéndose la figura del director territorial al frente de cada una de ellas. 
Sin embargo, en 2021, bajo la presidencia de Juan Manuel Serrano, se produjo un cambio importante en cuanto a esta cuestión, dado que la empresa suprimió las direcciones territoriales y centralizó el grueso de la toma de decisiones en los servicios centrales de Madrid. Estas direcciones de zona fueron sustituidas por Áreas, con dependencia directa de Madrid.
Cada una de estas áreas tiene un gerente (no director) de recursos humanos, otro gerente de producción (operaciones) y un tercero de productos y servicios (red de oficinas), que dependen directamente del jefe de su área en la sede central de Correos. Esto implicó la destitución de los hasta ahora responsables (directores de zona o directores territoriales) de las siete zonas geográficas en que se organizaba Correos previamente. La compañía decidió renombrar estas nuevas áreas, que mantenían la división geográfica de las últimas zonas: Noroeste, Norte, Noreste, Centro, Este, Sur e Insular.

### Diversificación
La compañía está avanzando decididamente hacia la diversificación de sus servicios con el crecimiento en paquetería, servicios digitales y fintech, apoyándose en la potencia comercial de su red de oficinas y carteros.
Asimismo, cuenta con terminales automatizados denominados Citypaq, instalados en lugares concurridos y públicos tales como gasolineras, centros comerciales, estaciones de metro, ferrocarril... e incluso comunidades de vecinos, desde los que se pueden recoger los envíos de las compras en línea. En este aspecto, compite con dispositivos o puntos de conveniencia de Send2me, Puntos Kiala, Puntos de Conveniencia, Amazon Lockers, Citibox y Mayordomo.
Entre las nuevas líneas de diversificación están los nuevos servicios para los peregrinos que hacen el Camino de Santiago. Correos realiza el transporte de mochilas etapa a etapa, envíos de bicicletas, o envío de mochilas y maletas a lo largo de los diferentes Caminos. 
Así como la tarjeta Correos Prepago, el servicio Comandia para crear tiendas en línea, o el estrenado en 2017 centro de innovación y emprendimiento CorreosLabs.
En septiembre de 2021, y tras la pandemia por el Covid-19, Correos anunciaba el lanzamiento de su nueva iniciativa, Correos Cultura, un abono digital de tarifa plana anual para facilitar el acceso a eventos estatales de cultura.

### Proyectos europeos
Dentro de su actividad empresarial, Correos ha participado, y continua participando, en diversos proyectos europeos orientados a la innovación subvencionados por la Comisión Europea:
- Leveraging eID in the Private Sector (LEPS).[47] Proyecto desarrollado a través de una subvención Connecting Europe Facility (CEF Telecom) desde septiembre de 2017 a noviembre de 2018, este proyecto busca simplificar la conexión de servicios privados con los nodos públicos europeos de identificación (eIDAS nodes).[48]
- Lightweight Infrastructure for Global Heterogeneous Trust management in support of an open ecosystem of stakeholders and trust schemes (LIGHTest).[49] Proyecto desarrollado a través de una subvención Horizon 2020 (H2020) desde septiembre de 2016 a diciembre de 2019, que pretende crear una infraestructura global que facilite la comprobación de confianza de las transacciones electrónicas. Correos participa como socio industrial, desarrollando dos pilotos de sus servicios digitales que sirvan como prueba de integración con la infraestructura resultante.

## Internacional
La internacionalización de Correos persigue incrementar la competitividad de su oferta, adaptarse a las nuevas demandas y posicionarse entre los principales operadores postales. Para ello, comercializa una amplia gama de productos y servicios adaptados a las necesidades transfronterizas de sus clientes; mantiene alianzas con sus homólogos extranjeros a fin de optimizar las operaciones y la calidad, y extender la cobertura de sus redes; y participa en organismos supranacionales, donde compagina la defensa de sus intereses con el fomento de la cooperación entre los miembros.
La Sociedad Estatal está integrada en redes internacionales como:
- Unión Postal Universal (UPU).[50]
- Unión Postal de las Américas, España y Portugal (UPAEP).
- European Parcel Group (EPG).
- International Post Corporation (IPC).[51]
- Kahala Posts Group (KPG). Se unió a este red internacional tras adaptar sus procesos y sistemas de información a los requerimientos de esta alianza comercial y operativa.
- Unión postal por el Mediterráneo (EUROMED POSTAL/PUMed).

## Filatelia
Como proveedor del servicio postal universal Correos es el operador postal con capacidad para proponer al Estado la emisión de sellos de correos y de otros signos de franqueo (sobres y tarjetas con los sellos ya impresos) tanto de España como del correo español del Principado de Andorra y Guinea Ecuatorial. Posee además la exclusiva para distribuirlos a través de su red de oficinas, de los estancos y de otros establecimientos concertados. Del mismo modo edita y comercializa otros productos filatélicos y de coleccionismo: pruebas filatélicas, sobres de primer día de circulación, matasellos especiales, emisiones conjuntas con los operadores postales de otros países, libros-álbumes de sellos, estuches conjuntos de filatelia y numismática y publicaciones especializadas.
Por medio del Servicio Filatélico de Correos, creado en 1946, gestiona un servicio de abono a todos sus productos que permite a los coleccionistas de todo el mundo recibirlos a domicilio, asegurándose que su colección siempre estará completa.
Los sellos y los demás signos de franqueo para España, para Andorra y para Guinea Ecuatorial son producidos por la Fábrica Nacional de Moneda y Timbre – Real Casa de la Moneda, que aplica las técnicas de impresión más adecuadas para cada sello. La innovación de las técnicas de estampación ha permitido poner en circulación sellos autoadhesivos (2002), impresos en alfabeto braille (2003), con impresiones en tinta visible únicamente con luz ultravioleta (2006), en relieve (2008) o con estampaciones en oro (2010).
Desde 2007 el servicio electrónico «Tu sello» ofrece a los ciudadanos, instituciones y firmas comerciales la posibilidad de solicitar a través de www.correos.es sellos personalizados con las imágenes o motivos elegidos por ellos. Se trata de sellos de curso legal con permanencia que aportan a las comunicaciones postales la impronta personal de quien los usa.

## Responsabilidad social corporativa
Correos incorporó la sostenibilidad a sus valores corporativos mediante acciones como la creación del Comité de Medio Ambiente, un órgano que elabora y define la política y líneas de actuación de la empresa, los sistemas de medición del impacto de sus actividades, así como las acciones para la formación y sensibilización de los trabajadores.
Las directrices del Comité se aplican no sólo a las actividades propias, sino también a los acuerdos y contratos con proveedores y aliados tecnológicos, dado que la Sociedad Estatal está adherida de forma voluntaria al Plan de Contratación Pública Verde de la Administración General del Estado.
Correos contrarresta también su huella ecológica contribuyendo a la repoblación forestal en España. Desde comienzos de 2000 comercializa los productos sostenibles «Línea Verde», de cuyas ventas destina una parte a ese fin. Con esta iniciativa ha contribuido a repoblar varias zonas forestales en Benalmádena (Málaga), Alto Clamores (Segovia), Carreña de Cabrales (Asturias), Cañamero (Cáceres), Vega de San Mateo (Gran Canaria) y Monte Vales de María (Zaragoza).
Además, Correos junto a los otros 19 operadores internacionales que forman parte de Internacional Post Corporation (IPC), se comprometieron en la Cumbre por el Clima de Copenhague de diciembre de 2009 a reducir colectivamente las emisiones de dióxido de carbono en un 20% en 2020. La empresa española participó en el Informe IPC de sostenibilidad del sector postal sobre el medio ambiente mediante una ronda de elaboración de informes utilizando para ello el sistema de control y medición medioambiental (EMMS en sus siglas en inglés) de IPC, desarrollado específicamente para el sector.
Asimismo, desde 2008 ha iniciado varios proyectos piloto para evaluar la eficacia de vehículos eléctricos en las tareas de reparto: furgonetas en entornos urbanos de Madrid, Zaragoza, Barcelona y Sevilla, y bicicletas en áreas peatonales y cascos históricos protegidos de Madrid, Zaragoza, Granada, Ciudad Real y Toledo. También junto a Cruz Roja Española y la Fundación Entreculturas, la empresa postal proporciona a sus clientes unas bolsas específicas en las que los ciudadanos pueden introducir sus teléfonos usados y depositarlos bien en los buzones o en los establecimientos postales. Los terminales son reciclados y destruidos de forma controlada o reparados para su reutilización y venta, contribuyendo a financiar los proyectos sociales y medioambientales de ambas entidades.
En el ámbito de lo social, la empresa postal también participa en acciones a favor de colectivos desfavorecidos y de personas con discapacidad. Ejemplo de ello es la campaña «Correos reparte Sonrisas» en colaboración con Payasos sin Fronteras. Desde finales de la década de 1990 organizan fiestas para niños ingresados en hospitales, inmigrantes, los que viven en las cárceles con sus madres o discapacitados psíquicos.
Otra de las campañas de Correos es «Un juguete una ilusión», una iniciativa de la Fundación Crecer Jugando y Televisión Española para recaudar fondos destinados a fabricar juguetes cuyo destino, hasta el momento, han sido 22 países de África, América Latina, Oriente Próximo y Asia.
Además, colabora estrechamente en campañas de UNICEF para sensibilizar a la sociedad española sobre los derechos de los niños y promover la implicación activa de todos los ciudadanos en su defensa a través del programa «UNICEF y CORREOS, unidos por la infancia», la mayor acción de sensibilización social acometida por una empresa española a favor de los derechos de los niños destinada a promover la implicación activa de todos los ciudadanos, según el Comité Español de esta Agencia internacional.

## Directores generales y presidentes
Director general de Correos y Telecomunicación
- José López de Letona (5 de noviembre de 1940-2 de septiembre de 1941)
- Enrique Gazapo Valdés (2 de septiembre de 1941-22 de diciembre de 1943)
- Luis Rodríguez Miguel (22 de diciembre de 1943-28 de septiembre de 1956)
- Manuel González y González (26 de octubre de 1956-21 de noviembre de 1969)
- León Herrera y Esteban (21 de noviembre de 1969-11 de enero de 1974)
- Pedro Sánchez Pérez (11 de enero de 1974-9 de enero de 1976)
- Juan Echevarría Puig (9 de enero de 1976-23 de julio de 1976)
- Ignacio Acha Sánchez-Arjona (23 de julio de 1976-8 de septiembre de 1977)
- Alejandro Rebollo Álvarez-Amandi (8 de septiembre de 1977-30 de marzo de 1978)
- Enrique Riverola Pelayo (2 de mayo de 1978-26 de octubre de 1979)
- Miguel Ángel Eced Sánchez (26 de octubre de 1979-3 de septiembre de 1982)
- Ramón Soler Amaro (3 de septiembre de 1982-24 de julio de 1985)

Director general de Correos y Telégrafos
- Ángel Félix de Sande Borrega (24 de julio de 1985-19 de junio de 1987)
- Felicísimo Muriel Rodríguez (19 de junio de 1987-20 de mayo de 1988)
- José María Serrano Martínez (20 de mayo de 1988-20 de enero de 1989)
- Juan José Melero Marcos (20 de enero de 1989-31 de mayo de 1991)
- Luis Egusquiza Manchado (31 de mayo de 1991-28 de diciembre de 1991)

Director general del Organismo Autónomo Correos y Telégrafos
- Luis Egusquiza Manchado (30 de diciembre de 1991-6 de septiembre de 1996)
- José Ramón Esteruelas Hernández (6 de septiembre de 1996-1 de abril de 1998)

Director general de la entidad pública empresarial Correos y Telégrafos
- José Ramón Esteruelas Hernández (1 de abril de 1998-18 de mayo de 2000)
- Alberto Núñez Feijóo (18 de mayo de 2000-29 de junio de 2001)

Presidente de la Sociedad Estatal Correos y Telégrafos, S.A., S.M.E.
- Alberto Núñez Feijóo (29 de junio de 2001-18 de enero de 2003)
- Víctor Calvo-Sotelo (24 de enero de 2003-28 de mayo de 2004)
- José Damián Santiago Martín (28 de mayo de 2004-3 de noviembre de 2008)
- Sixto Heredia Herrera (3 de noviembre de 2008-5 de mayo de 2010)
- Alberto Lafuente Félez (5 de mayo de 2010-10 de junio de 2011)
- Vacante (10 de junio de 2011-26 de agosto de 2011)
- Ángel Agudo San Emeterio (26 de agosto de 2011-14 de marzo de 2012)
- Javier Cuesta Nuin (14 de marzo de 2012-25 de julio de 2018)
- Juan Manuel Serrano (25 de julio de 2018-28 de diciembre de 2023[60])
- Pedro Saura (28 de diciembre de 2023-actualidad)